# 卡梅尼采河 (伊澤拉河支流)
50°38′02″N 15°18′00″E / 50.63389°N 15.30000°E

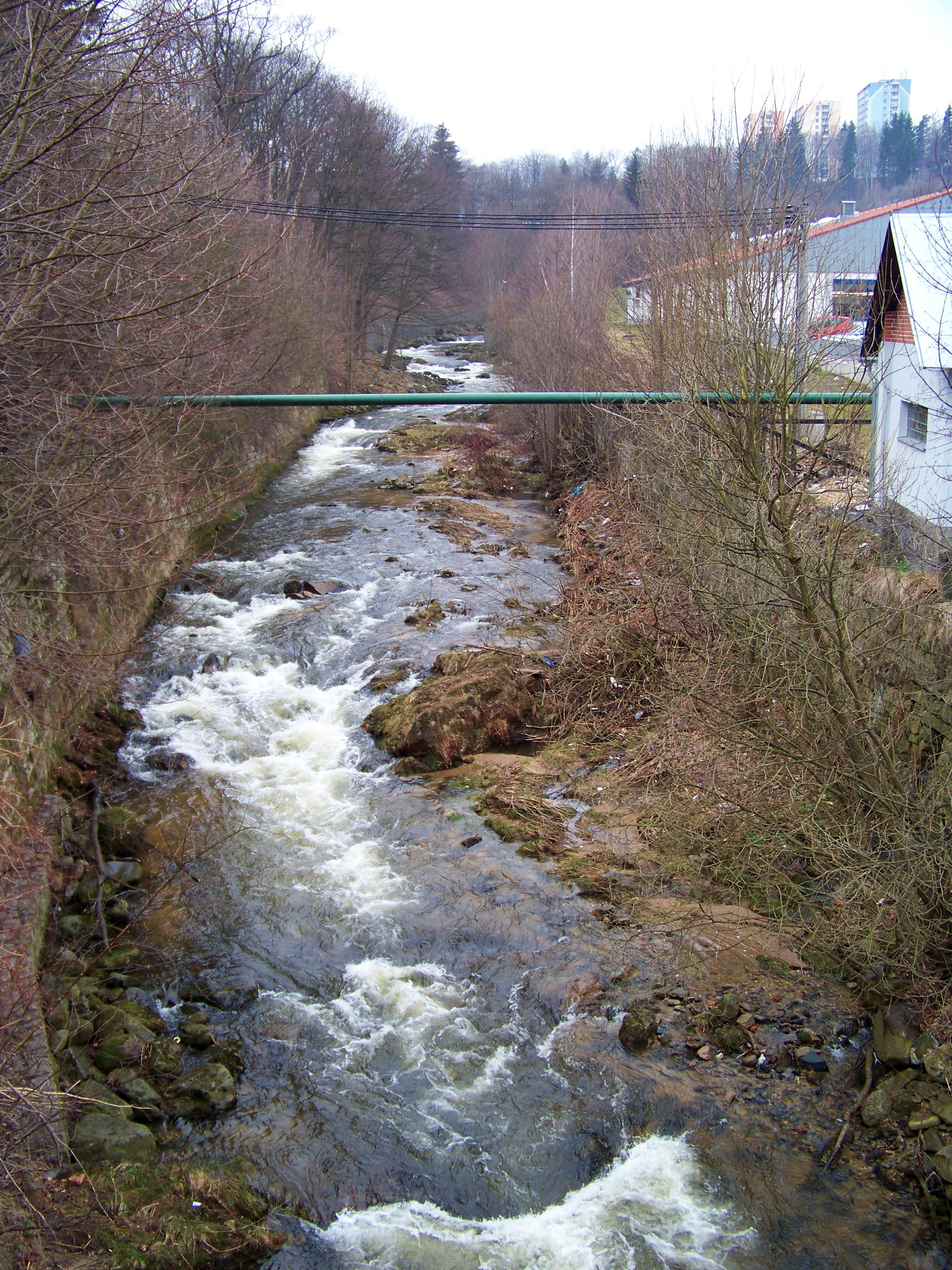

卡梅尼采河是捷克的河流，位於該國北部，處於利貝雷茨州，屬於伊澤拉河的支流，河道全長37公里，流域面積219平方公里，發源自伊澤拉山脈，河口處在熱萊茲尼布羅德附近。